# Kaple Narození Panny Marie (Vysoká Srbská)
Kaple Narození Panny Marie je římskokatolická kaple ve Vysoké Srbské, patřící do farnosti Hronov.

## Historie
Kaple pochází z druhé poloviny 19. století. Po kompletní rekonstrukci ji 9. 10. 2010 při slavnostní mši vysvětil Mons. Tomáš Holub.

## Okolí kaple
Nad kaplí se nachází krucifix.